# Friedensgericht Ober-Ingelheim
Das Friedensgericht Ober-Ingelheim war ein Friedensgericht zunächst in Frankreich und dann in der Provinz Rheinhessen des Großherzogtums Hessen mit Sitz in Ober-Ingelheim, heute ein Stadtteil von Ingelheim.

## Vorgeschichte
Der Ingelheimer Grund war am Ende des Heiligen Römischen Reichs deutscher Nation im Besitz der Kurpfalz, andere Orte im Umkreis gehörten ebenfalls zur Kurpfalz, zu Kurmainz und anderen Territorialherren.
Verwaltung und Rechtsprechung waren noch nicht getrennt und wurden auf unterer Ebene von Ämtern wahrgenommen, die in geistlichen Gebieten auch als „Amtsvogtei“ bezeichnet wurden. Der Amtmann oder Amtsvogt entschied hier als Einzelrichter.
1792 eroberten Truppen des revolutionären Frankreichs die Rheinlande. Dort entstand die Mainzer Republik. Der französische Nationalkonvent annektierte mit Gesetz vom 30. März 1793 die Mainzer Republik auf deren Antrag. Bedingt durch die Koalitionskriege kam es aber erst 1795 zu einer dauernden Neuordnung des Gebiets – auch auf dem Gebiet der Justiz.

## Gründung
Durch das Gesetz über Verwaltung und Justizorganisation in den vier linksrheinischen Départements vom 5. Dezember 1795 (14 frimaire IV) wurde das französische Gerichtsverfassungsgesetz Loi des 16 et 24 août 1790 sur l'organisation judiciaire auch hier verbindlich. Dieses Gesetz sah die Einrichtung von Friedensgerichten für die streitige Gerichtsbarkeit und von Notariaten für die Freiwillige Gerichtsbarkeit in allen Kantonen vor. Praktische Auswirkungen hatte das zunächst aber nicht, da der Erste Koalitionskrieg noch andauerte und sich die französische Herrschaft erst mit dem Frieden von Campo Formio konsolidierte. Nun errichtete die französische Verwaltung in den annektierten Gebieten ihre Strukturen und richteten auch das „Friedensgericht Ober-Ingelheim“ ein, dessen örtliche Zuständigkeit sich auf den Kanton Ober-Ingelheim erstreckte. Der Gerichtsbezirk blieb auch nach Auflösung des Kantons als Verwaltungsgebiet bis 1879 unverändert.
Das Friedensgericht war dem Départementsgericht des Département du Mont-Tonnerre untergeordnet, das seinen Sitz in Mainz hatte. Oberstes Gericht war das Revisionsgericht in Trier.

## Weitere Entwicklung
Nach der Rückeroberung in den Befreiungskriegen wurde die Region von 1814 bis 1816 von der österreichisch-baierischen Gemeinschaftlichen Landes-Administrations-Commission verwaltet. Diese ließ die vorgefundene Justizorganisation bestehen, ergänzte sie aber am 27. Juli 1815 um den Appellationshof in Kreuznach als Obergericht.
Auch das Großherzogtum Hessen, das Rheinhessen im Rahmen eines Gebietstausches 1816 erhielt und als Provinz Rheinhessen konstituierte, übernahm die bestehende Struktur der Gerichte. Allerdings wurde der Appellationshof in Kreuznach aufgelöst und mit der am 4. November 1815 erlassenen „Provisorischen Appellations- und Kassationsgerichtsordnung für den großherzoglich hessischen Landesteil auf der linken Rheinseite“ ein Kreisgericht Mainz in Mainz geschaffen. Das Friedensgericht Ober-Ingelheim war nun eines von zwölf Friedensgerichten in der Provinz Rheinhessen, dessen Gerichtsbezirk identisch mit dem gleichnamigen Kanton war.
Nach Teilung des Kreisgerichtes Mainz in die Kreisgerichte Mainz und Alzey zum 1. Dezember 1836 blieb Nieder-Olm im Gerichtsbezirk des Kreisgerichtes Mainz, das am 24. Oktober 1852 in Bezirksgericht Mainz umbenannt wurde.

## Ende
Mit dem Gerichtsverfassungsgesetz von 1877 wurden Organisation und Bezeichnungen der Gerichte reichsweit vereinheitlicht. Zum 1. Oktober 1879 hob das Großherzogtum Hessen deshalb die Friedensgerichte auf. Funktional ersetzt wurden sie durch Amtsgerichte. So ersetzte das Amtsgericht Ober-Ingelheim das Friedensgericht Ober-Ingelheim. Das neue Amtsgericht war dem Landgericht Mainz und dem Oberlandesgericht Darmstadt untergeordnet.

## Bezirk
Die örtliche Zuständigkeit des Friedensgerichts Alzey erstreckte sich auf den Bezirk des Kantons Oberingelheim und umfasste (Ortsnamen nach heutiger Schreibung):
| Gemeinde                 | Herkunft                                        | Zugang | Abgang | Nach                       |
| ------------------------ | ----------------------------------------------- | ------ | ------ | -------------------------- |
| Appenheim                | Oberamt Stromberg, Kurpfalz                     | 1797   | 1879   | Amtsgericht Ober-Ingelheim |
| Aspisheim                | Oberamt Alzey, Kurpfalz                         | 1797   | 1879   | Amtsgericht Bingen         |
| Bubenheim                | Ingelheimer Grund, Oberamt Oppenheim (Kurpfalz) | 1797   | 1879   | Amtsgericht Ober-Ingelheim |
| Budenheim                | Kurmainz                                        | 1797   | 1879   | Amtsgericht Mainz          |
| Engelstadt               | Oberamt Stromberg, Kurpfalz                     | 1797   | 1879   | Amtsgericht Ober-Ingelheim |
| Frei-Weinheim            | Ingelheimer Grund, Oberamt Oppenheim (Kurpfalz) | 1797   | 1879   | Amtsgericht Ober-Ingelheim |
| Gau-Algesheim            | Amt Algesheim, Kurmainz                         | 1797   | 1879   | Amtsgericht Ober-Ingelheim |
| Groß-Winternheim         | Ingelheimer Grund, Oberamt Oppenheim (Kurpfalz) | 1797   | 1879   | Amtsgericht Ober-Ingelheim |
| Heidesheim               | Kurmainz                                        | 1797   | 1879   | Amtsgericht Ober-Ingelheim |
| Horrweiler               | Oberamt Stromberg, Kurpfalz                     | 1797   | 1879   | Amtsgericht Bingen         |
| Jugenheim in Rheinhessen | Amt Jugenheim, Nassau-Saarbrücken               | 1797   | 1879   | Amtsgericht Wörrstadt      |
| Mombach                  | Domkapitel Mainz, Kurmainz                      | 1797   | 1879   | Amtsgericht Mainz          |
| Nieder-Hilbersheim       | Oberamt Stromberg, Kurpfalz                     | 1797   | 1879   | Amtsgericht Ober-Ingelheim |
| Nieder-Ingelheim         | Ingelheimer Grund, Oberamt Oppenheim (Kurpfalz) | 1797   | 1879   | Amtsgericht Ober-Ingelheim |
| Ober-Ingelheim           | Ingelheimer Grund, Oberamt Oppenheim (Kurpfalz) | 1797   | 1879   | Amtsgericht Ober-Ingelheim |
| Sauer-Schwabenheim       | Ingelheimer Grund, Oberamt Oppenheim (Kurpfalz) | 1797   | 1879   | Amtsgericht Ober-Ingelheim |
| Elsheim                  | Ingelheimer Grund, Oberamt Oppenheim (Kurpfalz) | 1797   | 1879   | Amtsgericht Ober-Ingelheim |
| Wackernheim              | Ingelheimer Grund, Oberamt Oppenheim (Kurpfalz) | 1797   | 1879   | Amtsgericht Ober-Ingelheim |